# Gemeinde Kazlų Rūda

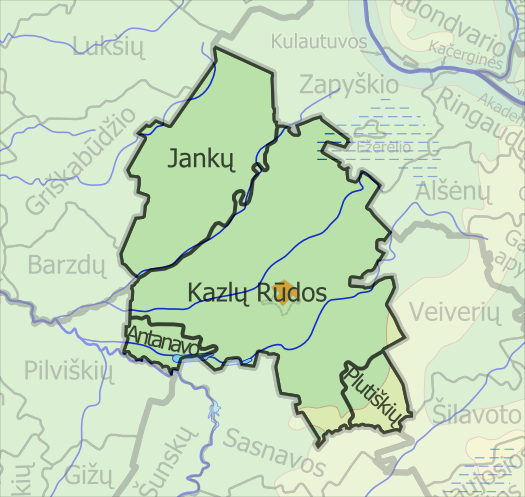
Amtsbezirke der Rajongemeinde Kazlų Rūda

Gemeinde Kazlų Rūda  (Kazlų Rūdos savivaldybė) ist eine Selbstverwaltungsgemeinde (savivaldybė) in Litauen. Sie umfasst neben der Stadt Kazlų Rūda das Städtchen (miestelis) Jūrė und 182 Dörfer und hat 14.620 Einwohner.

## Amtsbezirke
Sie ist eingeteilt in vier Amtsbezirke (seniūnija), Einwohnerzahlen von 2001:
- Antanavas – 900
- Jankai – 1420
- Kazlų Rūda – 12.454
- Plutiškės – 830

## Bürgermeister
- 2000–2003: Valdas Kazlas (* 1955)
- 2005–2007, 2011–2015: Aidas Vaišnora (* 1967)
- 2015–2019:  	Vytautas Kanevičius (* 1950), Ehrenbürger der Stadt
- Seit 2019: Mantas Varaška (* 1979)

## Städtepartnerschaften
- Gussew (Gumbinnen), Russland
- Frombork (Frauenburg), Polen
- Lwówek (Neustadt bei Pinne), Polen, Woiwodschaft Großpolen
- Sondershausen, Thüringen, seit 2000
- Korjukiwka, Ukraine

## Personen
- Magdalena Karčiauskienė (1919–2011), litauische Pädagogin, Professorin